# Dworzec autobusowy Centralny w Łodzi

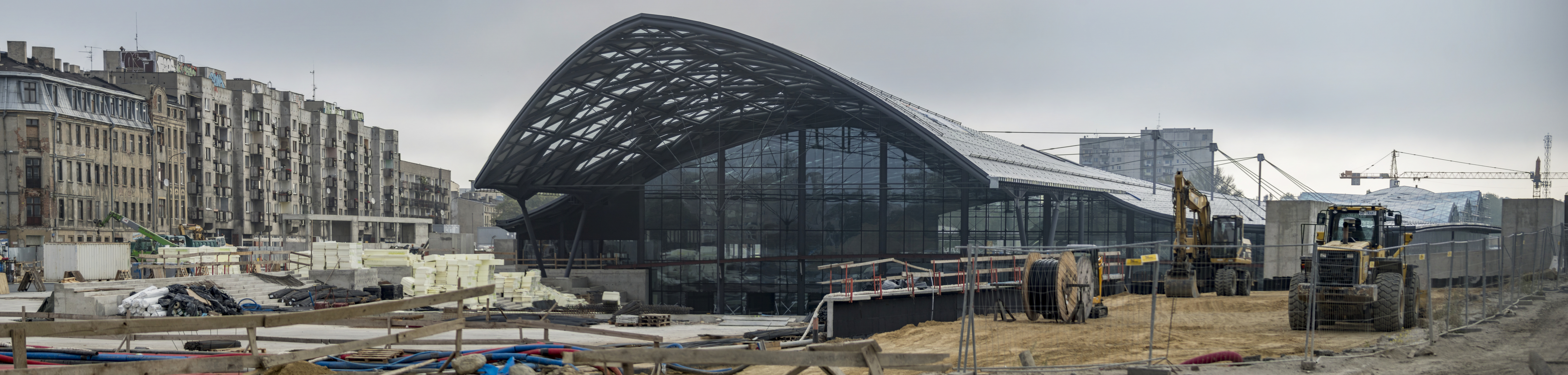
Budowa nowego dworca Łódź Fabryczna dla kolei i autobusów – stan we wrześniu 2015

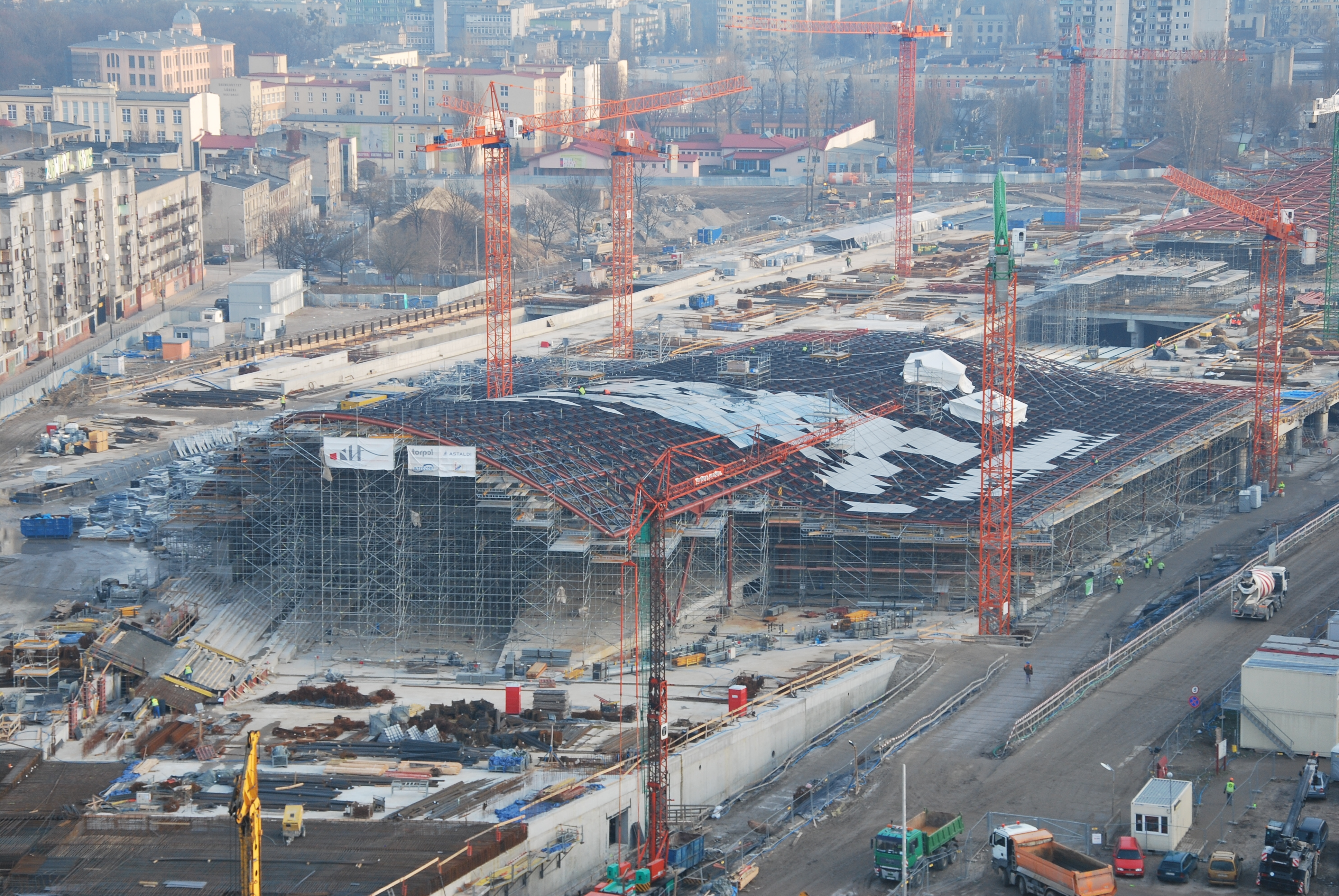
Budowa nowego dworca Łódź Fabryczna dla kolei i autobusów – stan w styczniu 2015

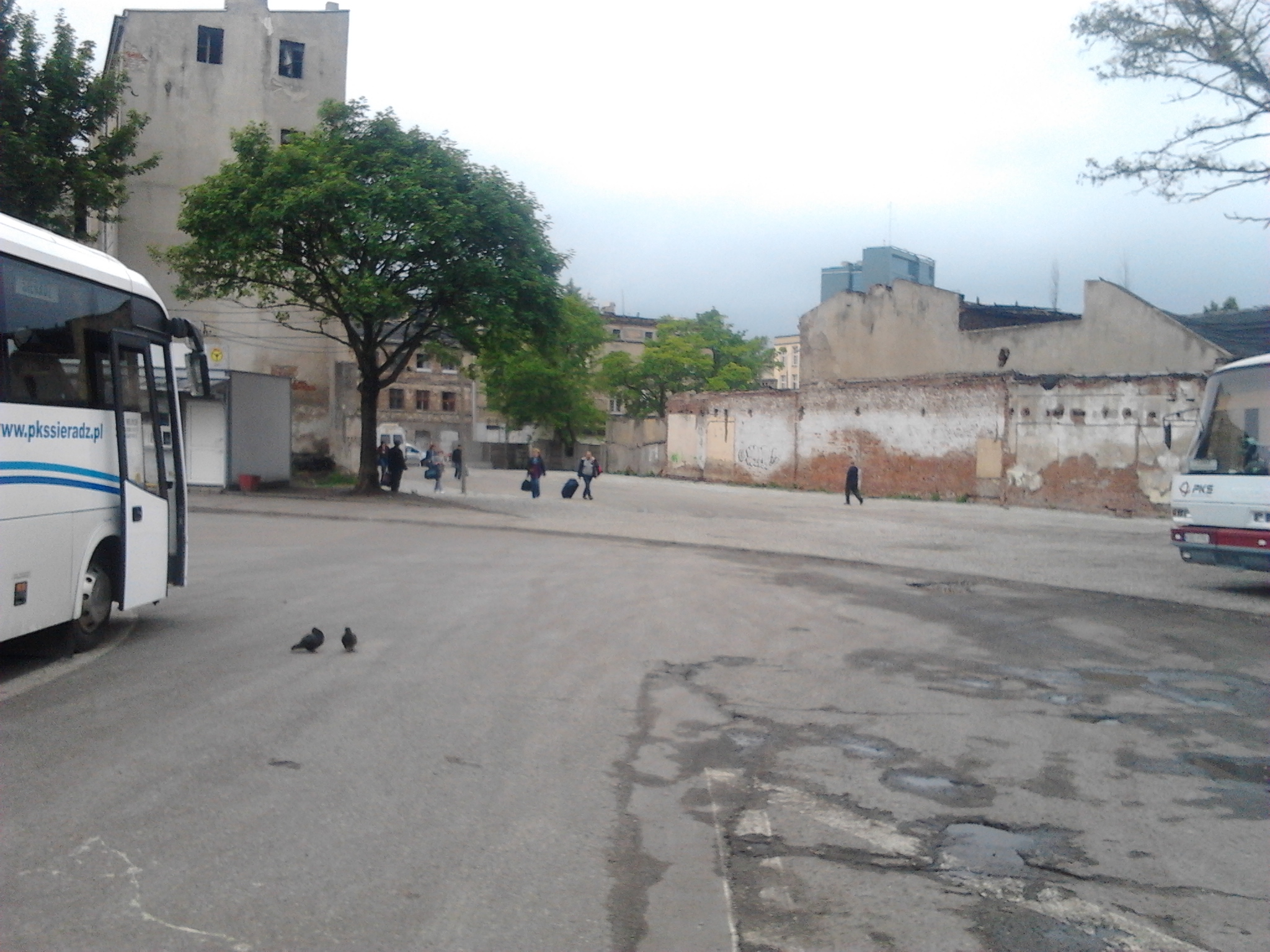
Ostatnie godziny działania dworca tymczasowego 4 czerwca 2012, wyjazd z dworca został zablokowany przez miasto, na zdjęciu widoczny działający wówczas przez kilka godzin wyjazd na ul. Składową, przez działkę należącą do zarządcy dworca

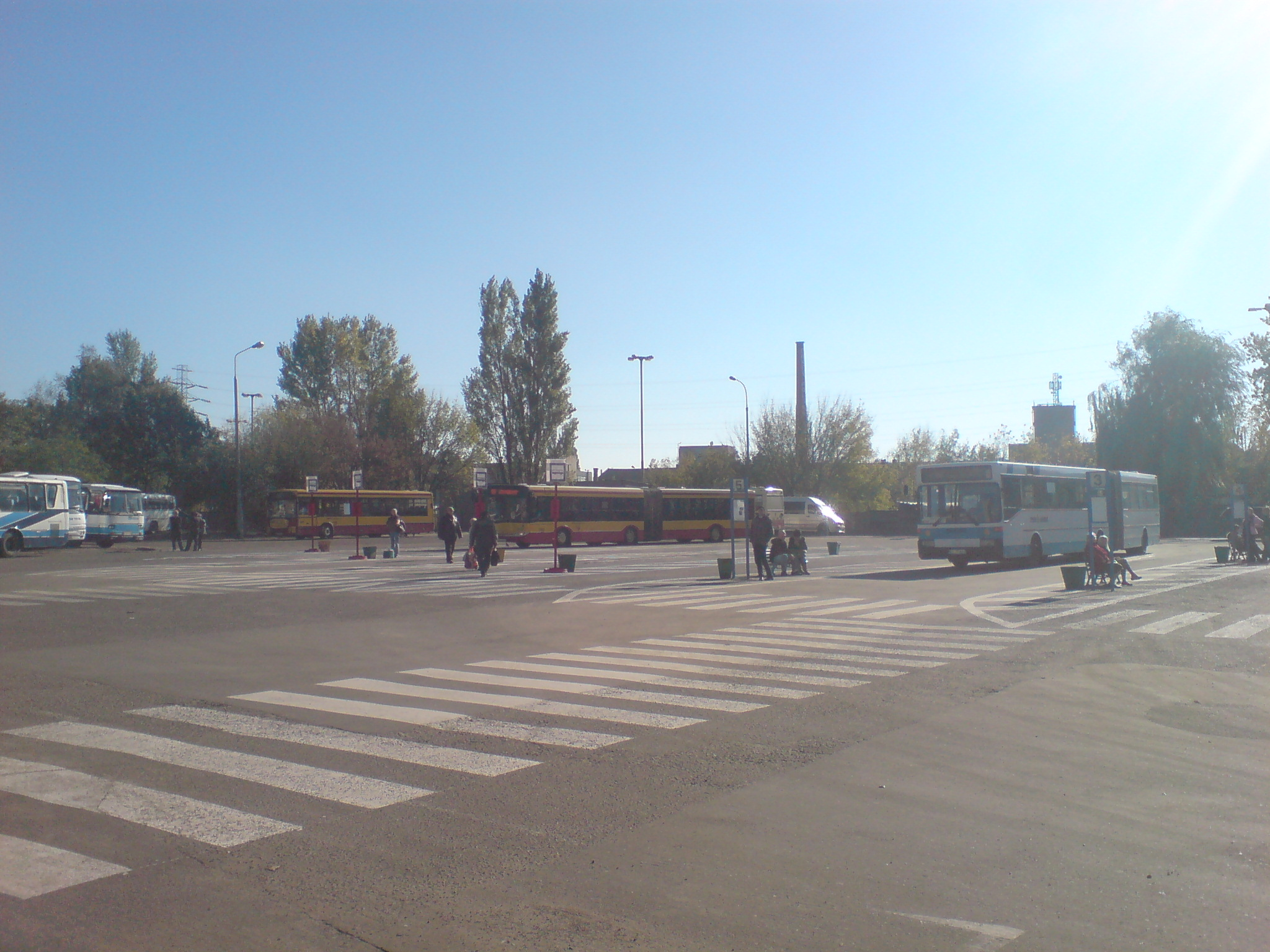
Dworzec tymczasowy, działający od 16 października 2011 do 4 czerwca 2012

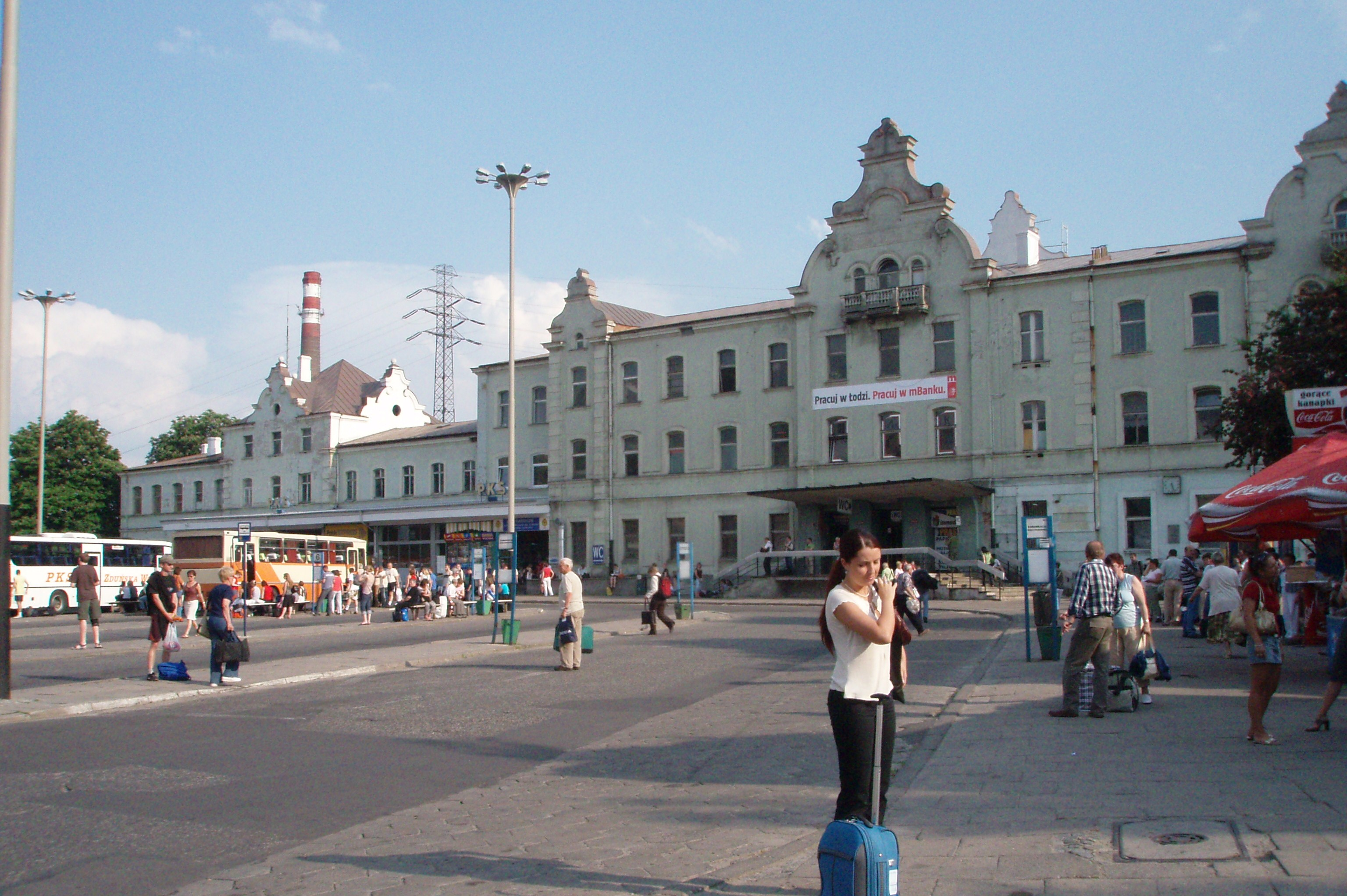
Stary dworzec autobusowy, zamknięty 15 października 2011

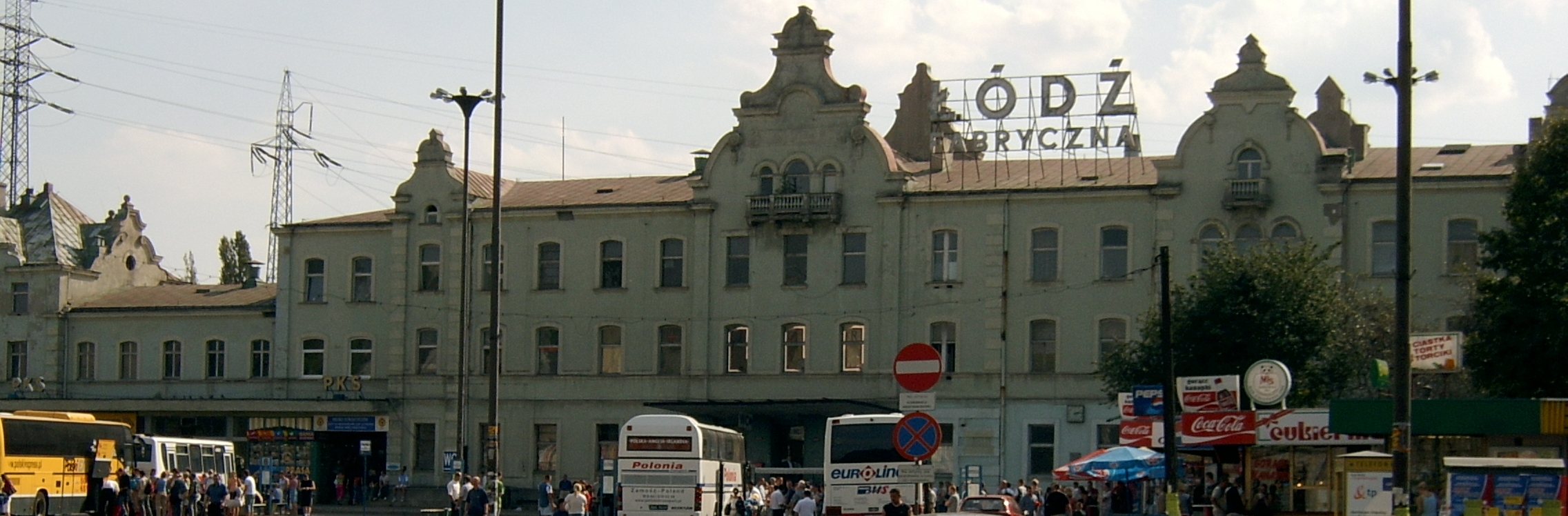
Stary dworzec autobusowy, zamknięty 15 października 2011

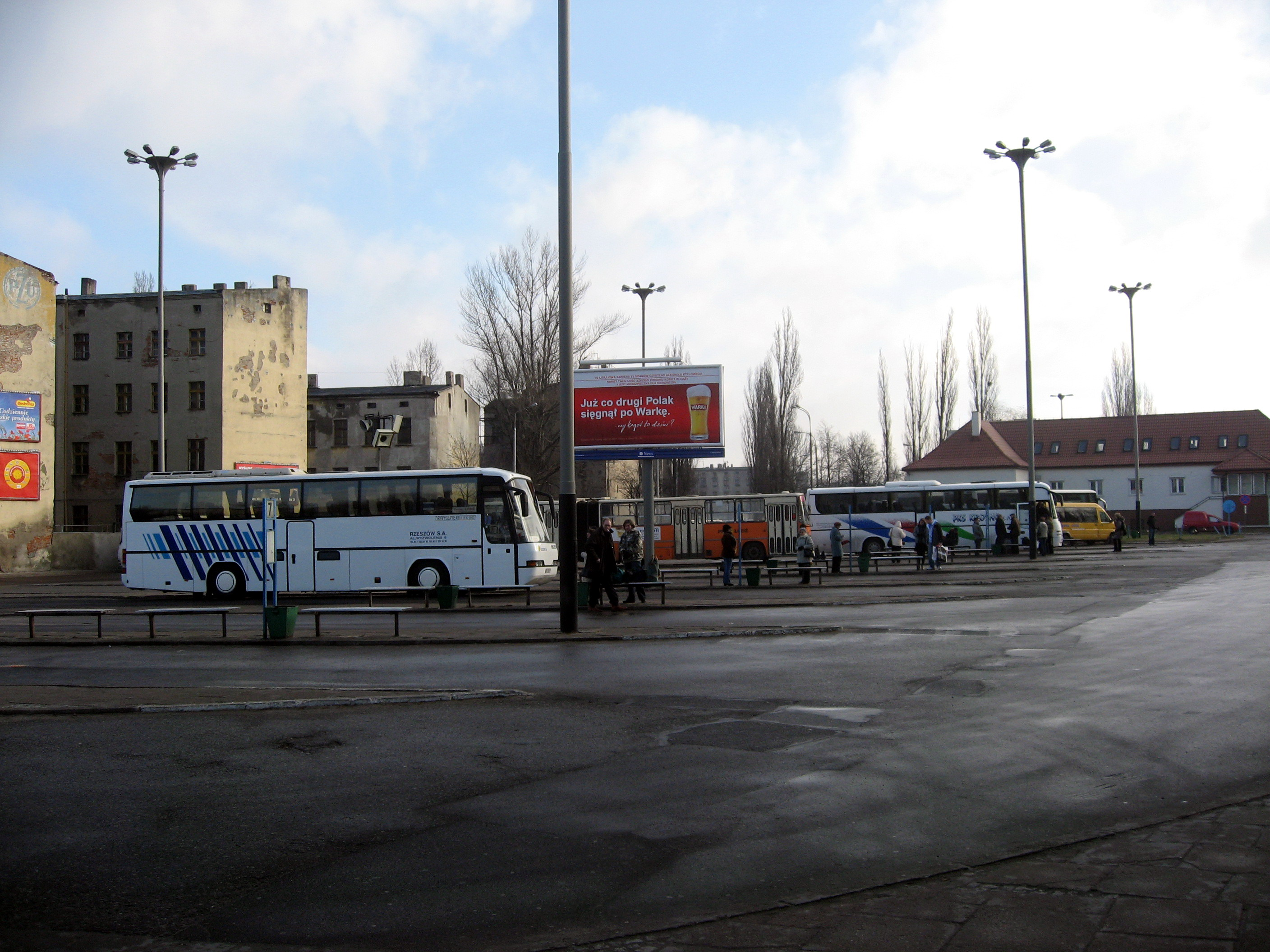
Stary dworzec autobusowy, zamknięty 15 października 2011

Dworzec autobusowy Centralny – nieistniejący od 4 czerwca 2012 dworzec autobusowy w Łodzi, zarządzany przez Przedsiębiorstwo Komunikacji Samochodowej w Łodzi. Do 15 października 2011 roku znajdował się na placu Sałacińskiego, przed budynkiem dworca kolejowego Łódź Fabryczna. Od 16 października 2011 funkcjonował w postaci dworca tymczasowego, zlokalizowanego na placu przy skrzyżowaniu ulic Węglowej i Knychalskiego. Obsługiwał połączenia podmiejskie na linii do Pabianic, regionalne oraz dalekobieżne.

## Dworzec obecnie
Obecnie w jego miejscu znajduje się nowy dworzec kolejowy i autobusowy (bez placu postojowego dla autobusów) Łódź Fabryczna. Jest to inwestycja miasta Łodzi i PKP PLK. PKS Łódź nie bierze w niej udziału, a na mocy aktu notarialnego, w zamian za plac dworca autobusowego Centralnego otrzymał teren dotychczasowej pętli autobusów miejskich przy dworcu kolejowym Łódź Kaliska, gdzie urządzony został kolejny dworzec autobusowy, pełniący podczas przebudowy dworca Łódź Fabryczna rolę głównego dworca autobusowego w mieście.
Niewątpliwą zaletą dworca było położenie w centrum miasta. Może było łatwo dojechać tam liniami tramwajowymi i autobusowymi.
Obecnie w Łodzi funkcjonują dwa inne dworce autobusowe:
- Północny – zlokalizowany przy skrzyżowaniu ulic Źródłowej i Smugowej, w pobliżu ul. Wojska Polskiego. Na dworcu zatrzymują się autobusy regionalne i dalekobieżne (z wyjątkiem przyspieszonych i pospiesznych) w kierunku północnym, północno-zachodnim i północno-wschodnim, pospieszne do Lublina i Warszawy Okęcie (z wyjątkiem przelotowych) oraz lokalne do Głowna, Łowicza i Brzezin.
- Łódź Kaliska – zlokalizowany przy ul. Karolewskiej, w miejscu dawnej pętli autobusów komunikacji miejskiej przy dworcu kolejowym Łódź Kaliska. Obsługuje linie regionalne i dalekobieżne w kierunku południowym, południowo-zachodnim i południowo-wschodnim, a także przyspieszone, pospieszne (z wyjątkiem relacji Łódź-Warszawa Okęcie i Łódź-Lublin) oraz międzynarodowe.

Część autobusów regionalnych i dalekobieżnych zatrzymuje się lub kończy trasę na przystankach przy placu Dąbrowskiego, ulicy Składowej oraz przed głównym wejściem dworca kolejowego Łódź Kaliska, w niektórych przypadkach nie korzystając z dworców.

## Historia
Do 15 października 2011 roku dworzec mieścił się na placu Sałacińskiego, przed budynkiem dworca kolejowego Łódź Fabryczna. Kasy biletowe wraz z poczekalnią znajdowały się w jego wydzielonej części.
16 października 2011, w związku z rozpoczęciem przebudowy starego Dworca Fabrycznego na podziemny węzeł komunikacyjny, dworzec autobusowy wraz z krańcówką komunikacji miejskiej, która zajmowała wówczas część jego stanowisk, przeniesiony został z placu Sałacińskiego na dotychczasowy plac postojowy PKS przy skrzyżowaniu ulic Węglowej i Knychalskiego.
Autobusy pospieszne (z wyjątkiem części połączeń do Lublina i Warszawy), przyspieszone i ekspresowe przeniesiono na nowo utworzony dworzec autobusowy Łódź Kaliska, zlokalizowany na terenie pętli komunikacji miejskiej przy stacji kolejowej o tej samej nazwie. Ustawiono tam prowizoryczny posterunek dyżurnego ruchu i toaletę, a kasę biletową umieszczono w budynku obok, wykorzystywanym wcześniej przez MPK jako punkt sprzedaży biletów. Od 11 czerwca 2011 odjeżdżają stamtąd również autobusy komunikacji międzynarodowej.
23 kwietnia 2012 roku pętla autobusów komunikacji miejskiej została przeniesiona na pobliski plac Dąbrowskiego. Tego samego dnia dworzec tymczasowy miał zostać całkowicie wyłączony z użytku, a jego teren przekazany wykonawcy przebudowy Dworca Fabrycznego. Media wspominały o przeniesieniu wszystkich autobusów na dworzec Łódź Kaliska. Ze względu na problemy w przepływie informacji między miastem a zarządcą dworca, do tego jednak nie doszło. PKS Łódź zwrócił się do urzędu miasta z prośbą o przeniesienie terminu zamknięcia dworca na drugi tydzień maja 2012. Miasto wyraziło na to zgodę.
Dworzec znajdował się na terenie miejskim, dzierżawionym przez PKS Łódź do 2 lipca 2012. Umowa dzierżawy przewidywała możliwość jej wcześniejszego wypowiedzenia przez urząd miasta. Właściciel dworca nie opuścił jednak placu do 3 czerwca 2012. Do tego dnia był on normalnie wykorzystywany przez autobusy. W związku z tym miasto podjęło decyzję, aby 4 czerwca 2012 zamknąć, zgodnie z wcześniejszymi planami, ulice Knychalskiego i Węglową na odcinkach wzdłuż dworca, a jego teren, bez względu na obecność PKS-u, przekazać wykonawcy. Zamknięcie ulic nie odniosło jednak skutku. Autobusy wjeżdżały na dworzec inną drogą – przez działkę przyległą do dworca, należącą do PKS Łódź, posiadającą wjazd od strony ulicy Składowej. Tego samego dnia około południa wykonawca rozpoczął montaż ogrodzenia placu budowy, a Zarząd Dróg i Transportu zablokował wjazd przez działkę należącą do PKS-u za pomocą metalowych słupków. To uniemożliwiło wjazd autobusów na teren dworca. Przez pozostałą część dnia funkcję przystanku dla autobusów korzystających dotychczas z Dworca Centralnego pełniła ulica Składowa między Kilińskiego a Polskiej Organizacji Wojskowej. Od 5 czerwca 2012 autobusy wyjeżdżające z Łodzi w kierunku południowym odjeżdżały z dworca Łódź Kaliska, natomiast autobusy wyjeżdżające z Łodzi w kierunku północnym zostały skrócone do Dworca Północnego. Część autobusów odjeżdżała również z placu Dąbrowskiego i przystanku przy ulicy Składowej.